# الغريب (أسيوط)
قرية الغريب هي إحدى القرى التابعة لمركز ساحل سليم في محافظة أسيوط في جمهورية مصر العربية. حسب إحصاءات سنة 2006، بلغ إجمالي السكان في الغريب 8348 نسمة، منهم 4143 رجل و4205 امرأة.